# Olajcseppkísérlet
Az olajcseppkísérlet Robert Andrews Millikan által végzett, a legkisebb töltés, az elemi töltés nagyságának megmérését célzó kísérlet volt. Az 1923-ban fizikai Nobel-díjjal jutalmazott kísérletek eredménye szerint az elemi töltés nagysága 1,592·10−19 coulomb. Ez csupán 0,64%-ban tér el a ma elfogadott 1,602176634·10−19 coulomb értéktől.

## Előzmények
A 19. század végére egyre elterjedtebbé vált az a nézet, hogy az anyag, és az elektromosság nem folytonos, hanem diszkrét szerkezetű. Több felfedezés is született a többek által vizsgált katódsugárcsöves kísérletekből, ilyen volt például a röntgensugárzás, a fotoeffektus felfedezése. Joseph John Thomson hasonló kísérleteiből már lehetett tudni, hogy a katódsugárzásban negatív töltésű részecskék – elektronok – terjednek. Thomson méréseiből azonban nem magát a töltés nagyságát, hanem a részecskék fajlagos töltését, azaz az e/m hányadost lehetett megadni.
Az elemi töltés nagyságának meghatározásával – mind elméleti, mind kísérleti módszerrel – többen is próbálkoztak az 1900-as évek kezdetén, például Erich Rudolf Alexander Regener, Luis Begeman, és Felix Ehrenhaft.
Millikan kísérletei eleinte a Charles Thomson Rees Wilson skót fizikus által 1895-ben kifejlesztett, és több szempontból továbbtökéletesített ködkamrában folytak. A Begemannal közösen végzett kísérletekben vízcseppekből álló felhő mozgását figyelték meg, ezeket az eredményeket 1908-1910 között publikálták. Később Millikan tanítványának, Harvey Fletchernek a javaslatára olajjal, mint nem párolgó közeggel folytatták a kísérleteket. Ekkor fejlesztették ki az úgynevezett porlasztós elrendezést, ami az 1913-ban publikált híres olajcseppkísérlethez vezetett.

## A mérés elve

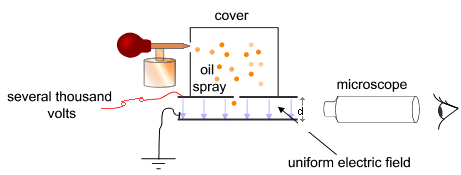

Az ábra Millikan berendezésének egy egyszerűsített, sematikus változatát mutatja. A porlasztással előállított, töltéssel bíró olajcseppek a tartályba kerülnek. A két fémlemez közötti térrészbe bejutó csepp mozgását figyelik meg a mikroszkóppal egyszer úgy, hogy a lemezekre nem kapcsolnak feszültséget, másszor úgy, hogy nagyfeszültséget kapcsolnak rájuk.
Az elektromos tér nélküli esetben az olajcsepp lefelé tartó mozgását a nehézségi erő, a felhajtó erő, és a Stokes-féle közegellenállási erő befolyásolják:
{\displaystyle F_{g}={\frac {4}{3}}\pi r^{3}g\rho \,}, {\displaystyle F_{f}={\frac {4}{3}}\pi r^{3}g\rho _{\mathrm {k} }\,}, {\displaystyle F_{\mathrm {k1} }=6\pi r\eta v_{1}\ }, 
ahol {\displaystyle \rho } és {\displaystyle v_{1}\ } az olajcsepp sűrűsége és sebessége, {\displaystyle \rho _{k}} és {\displaystyle \eta }  a közeg sűrűsége és viszkozitása, r pedig a csepp sugara. 
Egyenletes mozgást feltételezve ezek eredője nulla: 
{\displaystyle F_{g}=F_{f}+F_{\mathrm {k1} }}
Így a csepp sugarára a következőt kapjuk:
{\displaystyle r^{2}={\frac {9\eta v_{1}}{2g(\rho -\rho _{\mathrm {k} })}}\,}
Ezután megfelelő nagyságú elektromos teret (E) kapcsolva a lemezekre, a cseppet egyenletesen felfelé mozgatják. A fenti erőkön kívül ekkor a Q töltéssel bíró cseppre a következő elektromos erő is hat: 
{\displaystyle F_{e}=QE=Q{\frac {U}{d}}}, 
ahol U a feszültség, d pedig a két lemez közötti távolság.
Egyenletes mozgás esetén a felfelé ható elektromos és felhajtó erő, illetve a lefelé ható gravitációs és közegellenállási erő ismét kiegyenlítik egymást. Az erők egyensúlyára felírható: 
{\displaystyle F_{e}+F_{f}=F_{g}+F_{\mathrm {k2} }\ }, 
ahol a közegellenállási erő most a csepp mozgásához tartozó {\displaystyle v_{2}\ } sebességnek megfelelően: {\displaystyle F_{\mathrm {k2} }=6\pi r\eta v_{2}\ }
A kísérleti elrendezés paramétereiből (viszkozitás, feszültség, lemezek távolsága, sűrűségek) és a csepp mozgásának megfigyeléséből, a sebességek megméréséből a csepp töltése meghatározható:
{\displaystyle Q=9{\sqrt {2}}\pi {\sqrt {\tfrac {\eta ^{3}v_{1}}{g(\rho -\rho _{k})}}}(v_{1}+v_{2}){\frac {d}{U}}}

## Millikan kísérlete és az eredmények

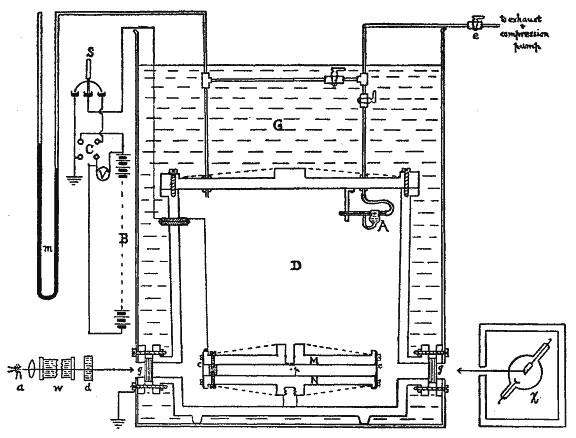
Millikan porlasztós berendezésének vázlata

Az egyszerű modell szerint az így megmérhető töltések – legalábbis a mérési hibán belül – egy legkisebb töltésegység egész számú többszörösei. A lehetséges hibaforrások minél jobb kiküszöbölésére Millikan a több évig tartó kísérletekben nagy gondot fordított. A megvalósítás részleteit többször javította, a kiértékelést módosította. Az ábrán a Nobel-díjat érdemlő eredményhez vezető berendezésnek az eredeti publikációból származó vázlatát látjuk. Kritikus pont volt a közeg viszkozitásának, hőmérsékletének állandó értéken tartása, pontos mérése. A már kiválasztott csepp töltését röntgensugárzással való besugárzással, ionizációval lehetett változtatni. A kondenzátor feszültségét pontos értéken, szabályozható módon kellett tartani. A vizsgált térrészben lehetőleg meg kellett akadályozni a levegő áramlását, a megfigyelhetőséghez szükséges megvilágító lámpa hőmérséklet-növelő hatását. A sebességek nagyságának méréséhez szükséges távolságméréshez precíz optikai leképező egységet fejlesztettek, az időtartamok méréséhez speciális órát használtak. A közegellenállási erőre a fent ismertetett Stokes-féle modell nem bizonyult alkalmazhatónak, ezt Millikan többször módosította, tapasztalati korrekciót vezetett be.
Többen – többek között Felix Ehrenhaft – támadták, hogy szelektált az adatok között. Még 1978-ban is jelent meg a munkáját elemző írás. Az idő azonban őt igazolta. Az elemi töltés nagyságát olyan pontossággal határozta meg, ami a ma elfogadott értéktől alig különbözik.